# Anthracothorax prevostii
El mango pechiverde   (Anthracothorax prevostii) es una especie de ave apodiforme de la familia Trochilidae, perteneciente al género Anthracothorax. Es nativo de México, América Central y del norte de América del Sur.

## Nombres comunes
Aparte de mango pechiverde (en Colombia, Ecuador, Panamá, Honduras y Venezuela), también se le denomina colibrí manguito pechiverde o manguito pechiverde (en Costa Rica), colibrí garganta negra (en México) o manguito colipúrpura (en Nicaragua).

## Distribución y hábitat
se distribuye a lo largo de la pendiente caribeña desde el sur de Tamaulipas en el este de México hacia el sur, por Belice, Guatemala, Honduras, Nicaragua, Costa Rica, hasta el noroeste de Panamá, y por la pendiente del Pacífico desde Guerrero en el suroeste de México hacia el sur, incluyendo El Salvador y los países ya mencionados hasta el Valle Central y bahía Ballena en el suroeste de Costa Rica. Poblaciones disjuntas en las islas colombianas de Providencia y San Andrés en el litoral caribeño de Nicaragua, y desde la península de Guajira en el noreste de Colombia hacia el este por el litoral del norte de Venezuela. Fue registrado como vagante en Estados Unidos, tan al norte como Wisconsin.
Esta especie es un residente común en sus hábitats preferenciales: áreas con árboles de hojas anchas con altura entre diez y sesenta metros; matorrales con árboles dispersos, sabanas abiertas, bosques secundarios, bosques en galería, manglares y bordes de selvas. También en campos cultivados, incluyendo banana, anacardo, citrus y café, parques, jardines y áreas urbanas. Más común entre el nivel del mar y 500 m de altitud, llegando hasta los 1500 m en las montañas de América Central.

## Descripción
Mide entre 10,2 a 12 cm de longitud. El macho pesa en promedio 7,5 g  y la hembra 6,8 g. El pico de 25 mm de largo, es ligeramente curvado. El macho tiene el plumaje del dorso de color verde brillante y lustroso; la corona y el pecho en la parte central son de color negro mate, bordeado de verde azulado; los flancos son verde brillantes y el negro del pecho se hace más estrecha en el vientre; tiene mechones blancos en los muslos; las plumas exteriores de la cola son de color vinotinto a magenta con punta negra. Las plumas centrales de la cola son verde oscuro en ambos sexos. La hembra tiene el plumaje del dorso color verde bronceado y partes inferiores blancas con una mancha oscura central, que cambia de negra en el mentón verde azulada en la garganta. Las plumas externas de la cola presentan bandas de color magenta y azul oscuro iridiscente, con estrechas puntas blancas.

## Comportamiento

### Alimentación
Se alimenta del néctar de flores y de insectos. Visitan las flores de los árboles, como las leguminosas, especialmente Inga, Caesalpinia y Erythrina, así como del género Ceiba y de bejucos. Capturan los insectos en vuelo, a considerable altura.

### Reproducción
Construye el nido con forma de taza poco profunda de pelusa vegetal. Generalmente lo coloca a considerable altura, sobre la rama más saliente de un árbol. La hembra pone dos huevos blancos y los incuba por 16 a 17 días, y los polluelos una vez nacidos se mantienen en el nido por aproximadamente 24 días más.

### Migraciones
La especie es parcialmente migratoria, ya que la población que se reproduce en el noreste de México (suroeste de Tamaulipas y este de San Luis Potosí al sur de Veracruz y Tabasco extremo oeste) desde finales de febrero a septiembre, migra hacia la costa del Pacífico en América Central y el sur de México. Otros movimientos son poco conocidos, pero la amplia separación de las poblaciones de América del Sur sugiere una propensión de la especie a viajar o una distribución más continua durante los períodos en que el clima de América del Sur era más cálido y más seco. En Panamá la especie es remplazada por la cercanamente relacionada Anthracothorax veraguensis.
Está ampliando su extensión aprovechando la deforestación, como puede comprobarse al norte de la vertiente del Caribe. El primer ejemplar de la especie documentado al norte de México fue fotografiado en la costa de Texas, en septiembre de 1988. La especie se ha convertido en un vagabundo residente cada vez más frecuentemente en el Valle del Río Bravo en el sur de Texas. Sólo tres ejemplares han sido documentados en los Estados Unidos fuera de Texas: un macho joven en Concord, Carolina del Norte en noviembre de 2000, un macho juvenil en Beloit, Wisconsin en septiembre de 2007, y un ave joven, posiblemente un macho, en Dublín, Georgia, en octubre de 2007.

## Sistemática

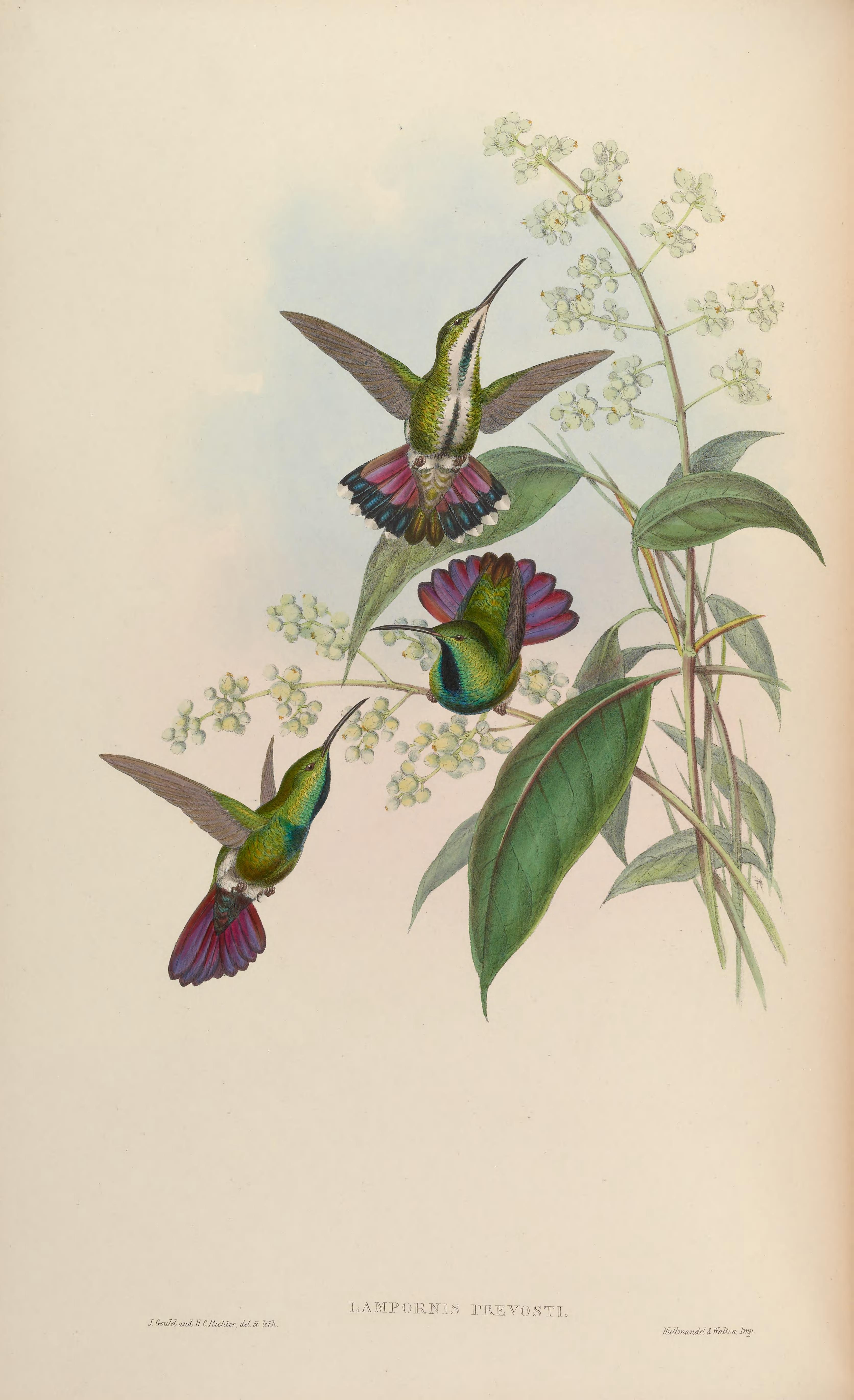
Lampornis prevosti sinónimo de Anthracothorax prevostii, ilustración de Gould y Richter en A monograph of the Trochilidae, or family of humming-birds vol. 2, 1861.

### Descripción original
La especie A. prevostii fue descrita por primera vez por el ornitólogo francés René Primevère Lesson en 1832 bajo el nombre científico Trochilus prevostii; su localidad tipo es: «Sudamérica, local desconocido».

### Etimología
El nombre genérico masculino «Anthracothorax» se compone de las palabras del griego «anthrax» que significa ‘carbón’, y «thōrax» que significa ‘pecho’; y el nombre de la especie «prevostii», conmemora al naturalista y artista francés Florent Prévost ( –1870).

### Taxonomía
La subespecie A. nigricollis iridescens ha sido anteriormente tratada como subespecie de la presente con base en la aparente similitud de la hembra con las hembras de las subespecies de A. prevostii. Sin embargo, un análisis más cuidadoso del plumaje de las hembras, que varía considerablemente, indica que, por ahora, está mejor situado en Anthracothorax nigricollis. La forma descrita A. violicauda pinchoti Wetmore, 1930 se incluye en hendersoni y la forma A. prevosti nigrilineatus Bond, 1936 se incluye en gracilirostris.

### Subespecies
Según las clasificaciones del Congreso Ornitológico Internacional (IOC) y Clements Checklist/eBird  se reconocen cuatro subespecies, con su correspondiente distribución geográfica:
- Anthracothorax prevostii prevostii (Lesson), 1832 – la población migratoria anida desde el sur de Tamaulipas al sur de Veracruz y norte de Oaxaca e inverna al sur del istmo de Tehuantepec hasta el centro de El Salvador. Al sur del istmo las poblaciones de la pendiente del Caribe, incluyendo la isla Cozumel, hasta Guatemala y Belice, son sedentarias.
- Anthracothorax prevostii gracilirostris Ridgway, 1910 – desde el este de El Salvador y Honduras al sur hasta el noroeste de Panamá.
- Anthracothorax prevostii hendersoni (Cory), 1887 – islas de San Andrés y Providencia.
- Anthracothorax prevostii viridicordatus Cory, 1913 – del extremo noroeste de Colombia, península de Guajira, por la costa del norte de Venezuela, hasta Sucre.